# Alkoholik (analiza transakcyjna)
Alkoholik to jedna z podstawowych gier omawianych w analizie transakcyjnej.
Teza Na poziomie społecznym są to racjonalnie prowadzone dialogi między dwoma lub więcej Dorosłymi, natomiast na poziomie psychologicznym są to transakcje między Dzieckiem, które poprzez swoje działania, polegające na upijaniu się, prowokuje Rodziców ze swojego otoczenia do reagowania na własne zachowania. Teza w tego typu grze z punktu widzenia agensa brzmi: Przez swoje picie już tyle zła wyrządziłem, spróbuj mnie powstrzymać. 
W tej grze najczęściej wygrywa agens. Rzeczywiście jest alkoholikiem starającym się wywoływać grę, w którą wikła osoby z jego najbliższego otoczenia. Otrzymuje psychologiczną wypłatę wówczas, gdy będzie mógł sam siebie przed innymi oskarżyć za własne działania, co następuje w fazie trzeźwienia. W grze tej występuje kilka ról poza samym Alkoholikiem. Przede wszystkim jest to Oskarżyciel, którym najczęściej jest osoba z najbliższej rodziny alkoholika, a poza tym: Wybawca, którym jest osoba zainteresowana stanem zdrowia alkoholika, Kozioł ofiarny, czyli osoba ofiarowująca Alkoholikowi pomoc finansową, nie ingerująca w jego kłopoty związane z alkoholizmem oraz Pośrednik, który bezpośrednio sprzedaje alkohol lub stawia kolejkę Alkoholikowi.
W niektórych przypadkach role Kozła ofiarnego, Oskarżyciela i Wybawcy może grać ta sama osoba, na przykład żona, pomagająca pijanemu mężowi wracającemu do domu po libacji rozebrać się i kładąca go do łóżka, która następnego dnia robi mu wyrzuty, a następnie - jako Wybawca - prosi go o to, żeby zmienił swoje postępowanie i przestał pić. W skrajnym przypadku może to być gra dwustronna, gdy np. żona staje się też Pośrednikiem częstującym męża alkoholem.
Momentem kulminacyjnym w tej grze jest kac, gdy Alkoholik sam sobie robi wyrzuty z powodu własnego upojenia alkoholowego.
Antyteza W czasie leczenia alkoholika terapeuta i osoby z grupy wsparcia powinny odrzucić role Oskarżyciela i Wybawcy oraz przyjąć wyłącznie pozycję Dorosłego.
Cel Samooskarżenie.
Role Alkoholik, Oskarżyciel, Wybawca, Kozioł ofiarny, Pośrednik
Paradygmat transakcyjny
- poziom społeczny Dorosły - Dorosły
- poziom psychologiczny Rodzic - Dziecko

Posunięcia
- (I) Prowokacja - Oskarżenie albo Wybaczenie (II) Oddanie się nałogowi - złość lub rozczarowanie

Odmiany gry
- Wytrawny alkoholik
- strzelmy sobie po jednym

Gry komplementarne
- Ja tylko próbuję ci pomóc - odgrywana przez Wybawcę
- Poczciwy Jaś - odgrywana przez Kozła ofiarnego